# Севлиево (община)
Севлиево (болг. Община Севлиево) — община в Болгарии. Входит в состав Габровской области. Население составляет — 37 377 жителей (на 13 марта 2009 года). Центр — город Севлиево.

## Состав общины
В состав общины входят следующие населённые пункты:
| - Агатово - Батошево - Бериево - Боазыт - Богатово - Буря - Болгари - Валевци - Войнишка - Горна-Росица - Градиште - Градница - Дамяново - Дебелцово - Дисманица - Добромирка - Душево - Душевски-Колиби - Дялык - Енев-Рыт - Идилево - Карамичевци - Кастел - Корията - Кормянско | - Крамолин - Крушево - Крывеник - Купен - Ловнидол - Малиново - Малки-Выршец - Мариновци - Младен - Млечево - Петко-Славейков - Попска - Ряховците - Севлиево - Селиште - Сенник - Стоките - Столыт - Табашка - Тумбалово - Тырхово - Угорелец - Хирево - Шопите - Шумата |

## География
Община Севлиево самая большая по площади в области, территория — 1070 км², расположена на западе области. Главные реки — Росица и Видима. На территории общины расположено водохранилище имени Александра Стамболийского.

## Политическая ситуация
Кмет (мэр) общины Севлиево — Йордан Георгиев Стойков (коалиция в составе 5 партий: Болгарская социал-демократия (БСД), Болгарская социалистическая партия (БСП), Движение за социальный гуманизм (ДСХ), Земледельческий союз Александра Стамболийского (ЗСАС), Политический клуб «Экогласность») по результатам выборов 2007 года.
Председатель Совета общины — Христофор Лалев.